# Divinitate creatoare
O divinitate creatoare sau zeu creator (numit adesea Creatorul) este o zeitate responsabilă pentru crearea Pământului, a lumii și a universului în religia și mitologia umană. În monoteism, Dumnezeul unic este adesea și creatorul. O serie de tradiții monolatriste separă un creator secundar de o ființă transcendentă primară, identificată ca un creator primar.